# Deshojando madrugadas
Deshojando Madrugadas es el segundo disco de estudio de la cantante española Coral Segovia, lanzado en marzo del año 2006. Grabado durante los meses de octubre y noviembre de 2005, fue producido por David Santisteban y Pablo Pinilla y distribuido por CAES Records.

## Historia
Para finales del 2003, Coral se había quedado sin compañía disquera. Su salida precipitada de CBS del Grupo Columbia, se debió principalmente a conflictos legales con Pumpin’ Dolls por los derechos de autoría del tema “Lágrimas De Cristal”, así como también las ideas muy diferentes que tenía la artista de cómo manejar su carrera, lo cual no convenció a la disquera. 
Para 2004, Coral estaba en busca de un productor. Contactó a Elio de Palma, reconocido en el mundo de la música, él mismo la contactó con el productor español Pablo Pinilla, conocido por sus trabajos con Malú, Sergio Rivero, Gisela, Bustamante, David DeMaría. Fue así como en el verano de ese mismo año y junto a David Santisteban, empezaron a componer canciones y a grabar maquetas para un posible nuevo disco.

## Festival de Benidorm y Nuevo Disco
En el mes de octubre de 2004, David Santisteban y Coral, empezaron a seleccionar temas de un repertorio de alrededor de 30 a 35 canciones, en su mayoría baladas, y comenzar a grabar maquetas y así presentarlas a diferentes discográficas. 
La situación era algo complicada, la industria discográfica pasaba por uno de sus peores momentos, y tampoco había suficiente presupuesto para grabar un disco. Buscando una salida, a finales del 2004 Coral decidió presentarse a la Preselección del Festival de Eurovisión de 2005 y hacerse un espacio en la industria musical española. 
El tema “Deshojando Madrugadas”, escrita por David Santisteban, fue el primer tema que se le ofreció a Coral y el que escogió para participar en dicho Festival. Aunque la canción no llegó a ser seleccionada, la idea de participar en Festivales no quedó atrás. Y para mediados del 2005, Coral decidió participar en el 38.º Festival Internacional de la Canción de Benidorm presentando otro tema, esta vez con “Maldito Corazón”, compuesta nuevamente por David Santisteban en colaboración con Marco Dettoni, viendo esta una nueva oportunidad para relanzar su carrera en el mundo de la música y poder así grabar un futuro LP. 
Fue así que el 9 de julio, Coral ganó el 38.º Festival Internacional de la Canción de Benidorm con “Maldito Corazón”, la cantante obtuvo el primer premio, que consta de 36 000 euros para la grabación de un CD y un videoclip.

## Grabación y producción
El 18 de septiembre se lanzó un disco con motivo del Festival, con todas las canciones interpretadas en dicho evento, así como también un EP que grabó Coral, incluyendo el tema ganador "Maldito Corazón", un video (casting) y 2 maquetas que formarían parte de su nuevo disco. 
Coral fue fichada por la compañía CAES Records para grabar su segundo álbum. Este segundo trabajo, grabado a caballo entre Madrid (estudio Sonobox) y Roma (estudios Sprite & Green), ha contado con la excelente producción de Pablo Pinilla y David Santisteban, durante los meses de octubre y noviembre de 2005. En él participan también: La cantante y compositora Esmeralda Grao, el guitarrista Manuel Colmenero, y el pianista Alfonso Pérez. 
La sesión de fotos estuvo a cargo del fotógrafo argentino Rubén Darío. El libreto incluye también una pequeña historia que escribió Coral con los títulos de las canciones. Este disco iba a tener un concepto más baladista, por lo que decidieron incluir más temas bailables para seguir la línea de su primer álbum.

## Promoción y lanzamiento
El primer sencillo de este disco fue “Más Allá de Ti”, cuyo videoclip fue rodado en La Habana (Cuba), y lanzado en las emisoras el 16 de enero de 2006, alcanzando el N.º 1 en Fiesta FM Bilbao, FM Latino Málaga, y N.º 9 en Cadena Dial y N.º 11 los 40 principales. Aunque su vida en las listas fue corta, Coral siguió la promoción de su disco por toda España (Bilbao, Málaga, Murcia, Cádiz, Tenerife, Madrid), se presentó como jurado e intérprete en el 2.º Festival de la Canción de Lanzarote y en el Universong de Tenerife. Regresó al Festival de Benidorm como artista invitada, e interpretó en estos certámenes su canción "Más Allá de Ti". 
El disco “Deshojando Madrugadas” fue lanzado el 27 de marzo de 2006.

## Lista de canciones
| #   | Título | Duración |
| --- | --- | -------- |
| 01. | Maldito corazón • Música: David Santisteban, Marco Dettoni • Letra: David Santisteban, Marco Dettoni              | 3:38     |
| 02. | Deshojando madrugadas • Música: David Santisteban • Letra: David Santisteban                                      | 3:12     |
| 03. | El mar de tu alma • Música: David Santisteban • Letra: David Santisteban                                          | 4:11     |
| 04. | Dónde irán los sueños • Músic: David Santisteban, Pablo Pinilla • Letra: David Santisteban                        | 3:56     |
| 05. | Más allá de ti • Música: David Santisteban, Marco Dettoni, Coral Segovia • Letra: David Santisteban, Javier López | 4:03     |
| 06. | Amar es algo más • Música: David Santisteban, Marco Dettoni • Letra: David Santisteban, Javier López              | 4:01     |
| 07. | Un segundo de amor • Música: David Santisteban • Letra: David Santisteban                                         | 3:09     |
| 08. | Después de ti • Música: David Santisteban • Letra: David Santisteban, Coral Segovia                               | 3:29     |
| 09. | Cuestión de fe • Música: David Santisteban • Letra: David Santisteban, Pablo Pinilla                              | 3:08     |
| 10. | Nueva piel • Música: David Santisteban • Letra: David Santisteban, Pablo Pinilla, David Jiménez                   | 3:32     |
| 11. | Un secondo de amore • Música: David Santisteban • Letra: Cinzia Foglietta                                         | 3:09     |

## Sencillos Promocionales
| Título            | Año  |
| ----------------- | ---- |
| "Maldito corazón" | 2005 |
| "Más allá de ti"  | 2006 |

## Videos musicales
- "Más Allá De Ti" (2006)
- "Deshojando Madrugadas" (2006) (No editado)

## Personal
Una producción de Pablo Pinilla Producciones y Visión 10.
- Producción Musical: David Santisteban / Pablo Pinilla.
- Mastering: Manuel Colmenero en Estudios Sonobox – A.
- Ingeniero de Grabación / Bases Musicales en Sprite Estudios (Roma): Max Minoia.
- Ingeniero de Grabación / Bases Musicales en Green Estudios (Roma): Clemente Ferrari.
- Ingeniero de Grabación / Bases Musicales en Sonobox “B” (Madrid): Javier Carretero.
- Ingeniero de Grabación / Bases Musicales, Voces y Coros en Love Estudios (Madrid): David Santisteban.
- Ingeniero de Grabación / Bases Musicales, Voces y Coros en Sonobox “A” (Madrid): Javier Carretero.
- Arreglos y programación en “El Mar De Tu Alma”, “Nueva Piel”, “Por Un Segundo De Amor”: Max Minoia.
- Arreglos y programación en “Maldito Corazón”, “Amar Es Algo Más”: Clemente Ferrari.
- Arreglos y programación en “Deshojando Madrugadas”, “Más Allá De Ti”, “Después De Ti”, “Es Cuestión De Fe”: David Santisteban.
- Arreglos y programación en “Dónde Irán Los Sueños”: Javibú Carretero.
- Piano y teclados en “Deshojando Madrugadas”, “Después de Ti”, “Más Allá De Ti”: Alfonso Pérez.
- Base Rítmica y Bajo en “Deshojando Madrugadas”: Javier Carretero.
- Guitarras Nylon en “Maldito Corazón”, “Amar Es Algo Más”: Davide Aru.
- Guitarras en “Maldito Corazón”: Clemente Ferrari.
- Guitarras en “Por Un Segundo De Amor”, “El Mar De Tu Alma”: Max Minoia.
- Guitarras en “Después De Ti”: Manuel Colmenero.
- Guitarras en “Cuestión De Fe”: Alberto Zapata.
- Canto Lírico en “El Mar De Tu Alma: Coral Segovia
- Coros: Coral Segovia, Esmeralda Grao, Marco Dettoni, David Santisteban, Gemma Gallardo.
- Dirección De Voz: David Santisteban.
- Fotos: Rubén Darío
- Estilismo: Vicente Soler
- Make-Up: Miguel Ángel Álvarez